# Polimer
Polimernek (görög eredetű szó: poli-, sok, -mer, rész) azokat a kémiai vegyületeket nevezzük, amelyek nagyszámú, egy vagy többfajta, azonos típusú atomcsoportból, úgynevezett monomer egységből épülnek fel és ezeket az építőelemeket primer kémiai, (kovalens kötések) kapcsolják össze.A polimer kifejezés a közhiedelemmel ellentétben nem ekvivalens a műanyag kifejezéssel. A polimerek elvileg végtelen sok ismétlődő egységből állhatnak, szemben az oligomerekkel, amelyeket meghatározott számú monomer alkot. Staudinger definíciója szerint a polimer moltömege meghaladja az 5-10 ezer gramm/mol értéket. A polimer relatív méretét a polimerizációs fokkal (polfokkal) fejezzük ki, ami megadja, hogy hány darab ismétlődési egységből áll.
A természetben előforduló polimerek mellett léteznek természetes alapú mesterséges anyagok (például viszkóz), vagy a természetben nem előforduló, mesterségesen létrehozott vegyületekből szintetizált polimerek.
A polimerek önálló alakkal, térfogattal rendelkeznek.
A legelső mesterségesen előállított polimer a bakelit volt, melyet 1907-ben szabadalmazott feltalálója Leo Hendrik Baekeland.

## Főbb fajtái
A mesterségesen előállított polimerek közismert képviselője a polietilén (PE).  (…-CH2-CH2-…) A nylon szó fajtanévvé vált védjegy, amellyel az amerikai DuPont de Nemours cég eredetileg a poliamid 6.6-ot (PA 6.6) forgalomba hozta. Bár az alapanyag a gazdaságosabban gyártható polietilénre változott, de a nylon ("nejlon") szó használata fennmaradt a köznyelvben.
A legnagyobb mennyiségben felhasznált polimer alapanyag a 
- polietilén (PE, HDPE, LDPE, MDPE),
- polipropilén (PP, aPP, iPP, sPP), és a
- polivinil-klorid (PVC)

E polimereket tömegműanyagoknak nevezzük. 
Nagy jelentőségű továbbá a 
- polisztirol (PS, HIPS, ABS…),
- polietilén-tereftalát (PET),
- politetrafluoretilén (PTFE),
- polibutadién (PB, ABS),
- polimetil-metakrilát (PMMA),
- poliamid (PA),
- polietilén-glikol (PEG) és még számos anyag, valamint anyagkeverék.

A textiliparban feldolgozott mesterséges szálasanyagok is polimerek, legfontosabbak ezek között a természetes alapanyagú (cellulózból készült) viszkóz (CV) és az acetát (CA), a szintetikus polimerek közül a poliészter (PES), a poliamidok (főleg a PA 6 és PA 6.6), az aramidok (aromás poliamidok), a poliakrilnitril (PAN), a polipropilén (PP), a poliuretán (PU).  
Előnyei a fémekkel szemben:
- kicsi a sűrűségük
- a klasszikus értelemben korrózióállók
- jó szigetelők, de készíthetőek belőlük (kis mértékben) vezető műanyagok is (megfelelő adalékkal, pl szén nanocső)
- előállítási költségük kicsi, lehetséges a termelékeny feldolgozás
- könnyen feldolgozhatóak, rendszerint nincs szükség forgácsolásra
- a hőre lágyuló polimerek teljes mértékben reciklálhatóak (újrahasznosíthatóak) vagy termikusan (például hőerőműben) felhasználhatók

Hátrányai a fémekkel szemben:
- kicsi a szilárdságuk (speciális anyagok, például szálerősítésű gyanták, vetekszenek a fémekével)
- öregszik, megfelelő stabilizálás esetén pedig nem bomlik le
- rossz hőállóság és hővezető képesség
- kisebb rugalmassági modulus

## A polimerek csoportosítása

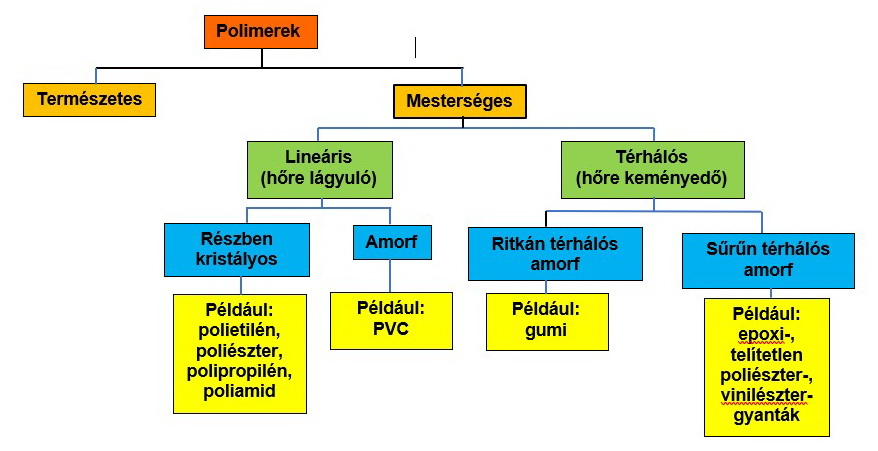
Polimerek csoportosítása

### Előállításuk szerint
A polimerizáció polimerek monomerkeből való kémiai előállítási folyamata. 
- Polimerizációval (PE, PP, PVC, PS) 
  - Polikondenzációval (PA, PET)
  - Poliaddícióval (PUR, EP)
- Természetes (alapú) polimerek (politejsav, cellulóz,  fehérje)

### Primer szerkezetük szerint
- Homopolimer, azonos monomerekből áll a főlánc (PE, PP, PVC, PS)
- Kopolimer, különböző monomerekből.  (ABS, Poliblend)

### Feldolgozás szerint
- hőre lágyuló (termoplaszt) és
- hőre nem lágyuló (duroplaszt)

### Szerkezet alapján
- lineárisak (csak főlánc, hőre lágyuló)
- elágazottak (oldalláncok is vannak, hőre lágyuló)
- térhálósak (keresztkötések, hőre nem lágyuló)
  - ritka térhálós
  - sűrű térhálós
- folyadékkristályok

### Az őket felépítő atomok szerint
- szerves
- szervetlen
- elemorganikus polimerek

### Fázisállapot szerint
- Amorf (közeli rendezettség, távoli rendezetlenség) Rendezettebb, mint a kismolekulájú anyagok.
- Részben kristályos (közeli és távoli rendezettség) Mindig tartalmaz amorf részeket. (kristályossági fok, Avrami egyenlet)

## További források
- Polimertechnika alapjai
- Műanyag zsebkönyv
- BME Műanyagok jegyzet